# کرم برگخوار پنبه

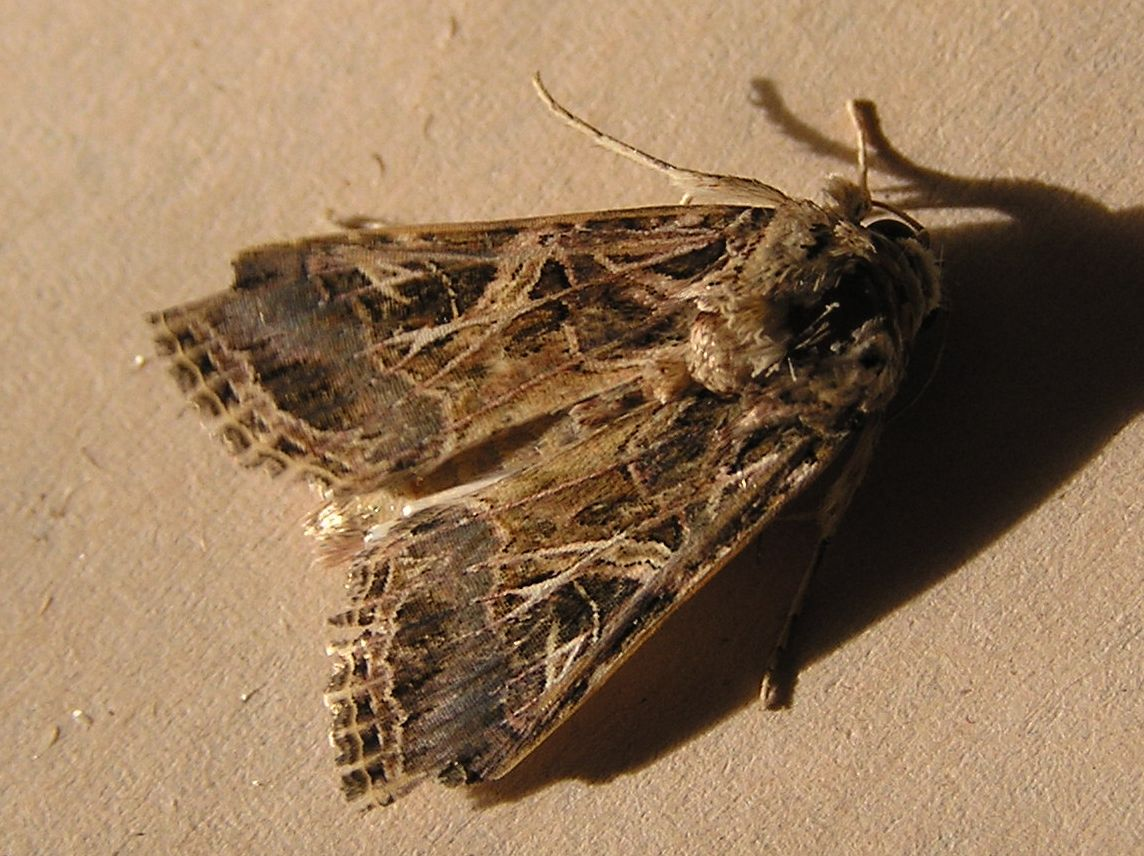
پروانه ی کرم برگخوار پنبه در اورشلیم اسرائیل

کرم برگخوار پنبه یا پرودنیا با نام علمی Spodoptera littoralis آفتی است با دامنه میزبانی وسیع که در مناطق گرمسیری انتشار دارد و علاوه بر پنبه گیاهانی از قبیل چغندر قند، گوجه‌فرنگی، نخود، پیاز، بادمجان، هویج، یونجه، شبدر، آفتابگردان، توتون، لوبیا و درختان میوه از قبیل سیب، انواع مرکبات را مورد تغذیه قرار می‌دهد.

## مراحلرشدونموودگردیسی
این آفت با اسامی لهه یا رهه نیز خوانده می‌شود. حشره کامل پروانهای است به طول ۱۵ تا ۲۰ میلیمتر که رنگ عمومی بدن آن قهوه‌ای روشن بوده و در روی بال‌های جلویی نقوش درهم دیده می‌شود، روی بال‌های جلویی یک خط پهن مورب نیمه انتهایی به رنگ زرد روشن وجود دارد که این خط در افراد ماده تیره‌تر می‌شود.
این حشره زمستان را به صورت شفیره در داخل خاک سپری می‌کند و حشرات کامل در بهار موقعی که متوسط دمای محیط ۱۹ تا ۲۰ درجه سانتگیراد است، ظاهر می‌شوند. پروانه‌های نسل اول در اواخر اردیبهشت، نسل دوم اوایل تیرماه، نسل سوم اواخر مردادماه ظاهر می‌شوند.
کرم برگخوار پنبه دارای ۵ نسل لاروی است و دوره زندگی یک نسل کامل آفت در تابستان ۳۲ تا ۴۵ روز و در فصول متعدد ۵۰ تا ۶۵ روز است.

## تغذیه
لاروهای این آفت در سنین اولیه به‌طور دسته‌جمعی از پارانشیم برگ‌ها تغذیه کرده و در سنین بالا موجب مشبک شدن برگ‌ها می‌شوند و در تراکم بالا فقط رگبرگ اصلی باقی می‌ماند. کرم برگخوار در مزارع پنبه، غنچه را معدود کرده و در مزارع گوجه‌فرنگی علاوه بر برگ از میوه نیز تغذیه می‌کند. در مزارع یونجه و شبدر، پس از برداشت محصول، لاروهایی که در سطح خاک افتاده‌اند، از برگچههای جوان و جوانه‌ها تغذیه می‌کنند.

## کرم برگخوار پنبه درایران
در ایران در استان‌هایی نظیر خوزستان و سایر استان‌های جنوبی پراکنش دارد.
در خوزستان که کشت چغندر قند در شهریور و مهرماه صورت می‌گیرد، حشرات ماده روی علف‌های هرز تخمگذاری می‌کند. لاروها پس از خروج از پوسته تخم‌ها، جوانههای چغندر قند را مورد حمله قرار می‌دهند. خسارت در مواردی بقدری شدید است که کشاورزان ناچار به واکاری مزرعه می‌شوند.